# Звездана капија (филм)
Звездана капија (енгл. Stargate) је амерички научнофантастични филм из 1994. који је режирао Роланд Емерих.
Заплет филма је заснован на проналаску староегипатског артефакта за који се испостави да представља ванземаљски уређај за међузвездана путовања. Америчко ратно ваздухопловство користи тај уређај да би одабрану групу људи послало на удаљену планету. Иако филм није одушевио критичаре, на биоскопским благајнама је био много успешнији и временом је стекао култни статус. По филму је снимљена дуговечна ТВ серија Звездана капија SG-1, па је филм тако постао темељ популарне медијске франшизе.

## Улоге
- Курт Расел - пуковник Џек О'Нил, ваздухопловни официр који пати од суицидалне депресије након што му се син случајно убио његовим службеним пиштољем. За Девлина и Емериха тај је детаљ био важан, па су приказали како је О`Нил након синове смрти напустио ваздухопловство. Поново је активиран тек кад му је додељена мисија из које се неће вратити чиме угрожава остале чланове тима.
- Џејмс Спејдер - др Данијел Џексон, професор чије идеје да су пирамиде у Гизи старије него што се мисли нису прихваћене. Џејмса Спејдера је лик заинтригирао због „ужасног“ сценарија, али је као професионалац прихватио улогу као редовни посао који ће му донети нешто новца.[2]
- Џеј Дејвидсон - Ра, властохлепни ванземаљац у облику младића, који је путовао галаксијом у потрази за домаћином који би могао „удомити“ његово умируће тело.
- Карлос Лаушу - Анубисов стражар #1, Раов телохранитељ .
- Џимон Хансу - Хорусов стражар #1, Раов телохранитељ
- Ерик Авари - Касуф, вођа народа који живи у граду крај Звездане капије, отац Ша'ури и Скаре.
- Алексис Круз - Скара, син Касуфа и брат Ша'ури. Скара и његови пријатељи помажу О'Нилу и његовом тиму да се супротстави Рау.
- Мили Авитал - Ша'ури, ћерка Касуфа. Касуф нуди Ша'уру Данијел Џексону као дар.
- Џон Дил - потпуковник Чарлс Ковалски, О'Нилов поткомандант мисије кроз Звездану капију.
- Френч Стјуарт - технички наредник Луис Ферети, члан О'Ниловог тима.
- Вивека Линдфорс - др Кетрин Лангфорд, која је као девојчица добила амулет са приказом ока Ра приликом откопавања Звезданих капија у Гизи 1928. Звездана капија је био последњи филм Вивеке Линдфорс пре њене смрти.
- Леон Рипи - генерал В. О. Вест, командант комплекса у коме је смештен уређај Звезданих капија.
- Ричард Кајнд - др Гари Мајерс, научник који проучава Звездану капију.
- Реј Ален - др Барбара Шор, научник који проучава Звездану капију.
- Дерек Вебстер - виши авијатичар Браун, члан О'Ниловог тима.
- Кристофер Џон Филдс - водник Фриман, члан О'Ниловог тима.
- Џек Мур - виши авијатичар Рајли, члан О'Ниловог тима.
- Стив Џијанели - виши авијатичар Поро, члан О'Ниловог тима.

## Заплет
Филм поставља темеље за све потоње делове франшизе објашњавајући појам, функцију и историју звездане капије. Почетне сцене приказују капију у Гизи 1928. Касније, у садашњости (1994), главни лик, Данијел Џексон (Џејмс Спејдер) представљен је као неуспешни египтолог који брани необичну теорију о настанку пирамида, алудирајући на њихово ванземаљско порекло. Његове теорије заинтересују челнике америчке авијације, који од њега траже да им помогне у дешифровању хијероглифа са камења нађеног у Гизи, сада смештеног у војној бази.
Џексон успева да успешно преведе име „Звездана капија“ са камења и открива да су симболи приказани у унутрашњости прстена одговарају положају звезда, односно сазвежђима. Ови симболи налазе се у групама од седам натписа, због чега Џексон претпоставља да су првих шест ознака сазвежђа тачке у простору којима се може извести једна нова локација, а седма ознака представља тачку поласка, тренутну локацију, и тако описује међузвездано путовање. У овом тренутку он је показао да звездана капија, када је под напоном, може закључати седам симбола на своје место. До Данијеловог открића, само је шест симбола успешно закључано. Џексон је идентификовао седми симбол и маркирајући тачку порекла отворио капију.
Створио се водени вртлог унутар прстена. Послата је сонда, која је праћена на екрану. Снимак послат натраг открива атмосферу погодну за живот унутар храма на, како се чини, другој планети. Пуковнику Џеку О`Нилу је наређено да поведе тим кроз капију да би утврдили да ли постоји војна претња са друге стране. Ако претња постоји, онда да уништи капију нуклеарним бомбама да нико не би могао да путује кроз капију ка Земљи. Како капија ради само у једном смеру, Данијел Џексон постаје део О`Ниловог тима, да би дешифровао ознаке и тако омогућио тиму да се врати кући.
Са друге стране О`Нилов тим открива цивилизацију робова под службом туђинца који личи на египатског бога Ра. Он и његови богови-поданици узимају људски облик, заповедајући робовима са матичног брода, који користи пирамиду као одбојник за слетање, и неколико мањих бродова. Тим се спријатељује са људима, а Џексон не знајући бива ожењен са локалном женом. Међутим, тим заробљавају Раови поданици, који узимају и нуклеарно оружје, које Ра планира да пошаље натраг на Земљу, повећавајући његову разорну моћ сто пута. Након много борбе, О`Нилов тим успева да изазове побуну становништва, које савлађује Раове поданике а њега приморава да побегне у матични брод. Немоћан да разоружа бојеве главе, О`Нил их телепортује на матични брод, који експлодира у орбити. Пошто је Ра мртав, цивилизација може живети у миру; О`Нилов тим се враћа кући без Џексона који остаје са женом у коју се заљубио.